# Mudry CAP 230
Mudry CAP-23x je družina enomotornih akrobatskih letal francoskega proizvajalca Avions Mudry & Cie (zdaj Apex Aircraft). CAP 230 trup je razvit iz CAP-a 21, ima pa CAP 230 močnejši 300 konjski 6-valjni motor Lycoming AEIO-540. 

## Modeli
- CAP 230, razvit leta 1985, lesene kontrukcije, certificiran za +10/-10 G-obremenitve
- CAP 231, razvit leta 1990, malce predelan 230
- CAP231EX, razvit leta 1994, hitrost nagibanja 420°/sekundo
- CAP 232

## Specifikacije (CAP 231)
Podatki iz Jane's All The World's Aircraft 1993–94; Lambert 1993, pp. 87–88.
Splošne karakteristike
- Posadka: 1
- Dolžina: 6,75 m (22 ft 1¾ in)
- Razpon kril: 8,80 m (26 ft 6 in)
- Višina: 1,90 m (6 ft 2¾ in)
- Površina kril: 9,86 m² (106 sq ft)
- Aeroprofil: V16F
- Teža praznega letala: 630 kg (1389 lb)
- Naložena teža: 730 kg (1609 lb) (za akrobatsko letenje)
- Maks. vzletna teža: 820 kg (1807 lb)
- Pogon letala: 1 ×  6-valjni bencinski protibatni motor Lycoming AEI0-540-L1 B5D, 224 kW (300 KM)

 Zmogljivost 
- Neprekoračljiva hitrost: 400 km/h (216 vozlov, 248 mph)
- Maks. hitrost: 330 km/h (178 vozlov, 205 mph) na nivoju morja
- Potovalna hitrost: 300 km/h (162 vozlov, 186 mph) (75% moč)
- Hitrost porušitve vzgona: 90 km/h (49 vozlov, 56 mph)
- Doseg: 360 km (194 nmi, 223 milj)
- Hitrost vzpenjanja: 16 m/s (3150 ft/m)
- Obremenitev kril: 74,0 kg/m² (15,2 lb/sq ft)
- Razmerje moč/teža: 0,31 kW/kg (0,19 KM/lb)
- G-lobremenitev: +10; -10g
- Hitrost nagibanja pri 300 km/h: 270 stopinj/s
- Gorivo: 65 L